# 홍응으
홍응으(베트남어: Thành phố Hồng Ngự / 城舖雄禦)는 베트남 동탑성의 티싸(시사)이다.

## 행정 구역
홍응으 시에는 3개 방(坊)과 4개 사(社)가 있다.

### 방
- 안타인 (An Thạnh / 安盛)
- 안락 (An Lạc / 安樂)
- 안록 (An Lộc / 安祿)

### 사
- 떤호이 (Tân Hội / 新會)
- 빈타인 (Bình Thạnh / 平盛)
- 안빈A (An Bình A / 安平A)
- 안빈B (An Bình B / 安平B)